# Шерідан (Нью-Йорк)
Шерідан (англ. Sheridan) — місто (англ. town) в США, в окрузі Чотоква штату Нью-Йорк. Населення — 2564 особи (2020).

## Демографія
Згідно з переписом 2010 року, у місті мешкали 2673 особи в 1073 домогосподарствах у складі 764 родин. Було 1169 помешкань
Расовий склад населення:
| - 96,4 % — білих - 0,7 % — корінних американців - 0,4 % — чорних або афроамериканців - 0,3 % — азіатів |

До двох чи більше рас належало 1,6 %. Частка іспаномовних становила 3,6 % від усіх жителів.
За віковим діапазоном населення розподілялося таким чином: 19,6 % — особи молодші 18 років, 63,6 % — особи у віці 18—64 років, 16,8 % — особи у віці 65 років та старші. Медіана віку мешканця становила 47,2 року. На 100 осіб жіночої статі у місті припадало 98,9 чоловіків;  на 100 жінок у віці від 18 років та старших — 96,9 чоловіків також старших 18 років.
Середній дохід на одне домашнє господарство  становив 66 210 доларів США (медіана — 53 500), а середній дохід на одну сім'ю — 77 540 доларів (медіана — 74 926). Медіана доходів становила 48 750 доларів для чоловіків та 44 511 долар для жінок. За межею бідності перебувало 9,8 % осіб, у тому числі 17,1 % дітей у віці до 18 років та 6,8 % осіб у віці 65 років та старших.
Цивільне працевлаштоване населення становило 1273 особи. Основні галузі зайнятості: освіта, охорона здоров'я та соціальна допомога — 25,9 %, виробництво — 17,0 %, публічна адміністрація — 10,4 %, сільське господарство, лісництво, риболовля — 9,2 %.